# Cortez (Florida)
Cortez ist ein census-designated place (CDP) im Manatee County im US-Bundesstaat Florida mit 4121 Einwohnern (Stand: 2020). 

## Geographie
Cortez liegt direkt zwischen den Städten Bradenton und Bradenton Beach am Golf von Mexiko. Der CDP wird von der Florida State Road 684 durchquert und liegt rund 70 Kilometer südlich von Tampa.

## Demographische Daten
Laut der Volkszählung 2010 verteilten sich die damaligen 4241 Einwohner auf 3472 Haushalte. Die Bevölkerungsdichte lag bei 744,0 Einw./km². 97,6 % der Bevölkerung bezeichneten sich als Weiße, 0,7 % als Afroamerikaner, 0,1 % als Indianer und 0,6 % als Asian Americans. 0,4 % gaben die Angehörigkeit zu einer anderen Ethnie und 0,6 % zu mehreren Ethnien an. 2,2 % der Bevölkerung bestand aus Hispanics oder Latinos.
Im Jahr 2010 lebten in 8,8 % aller Haushalte Kinder unter 18 Jahren sowie 60,9 % aller Haushalte Personen mit mindestens 65 Jahren. 59,0 % der Haushalte waren Familienhaushalte (bestehend aus verheirateten Paaren mit oder ohne Nachkommen bzw. einem Elternteil mit Nachkomme). Die durchschnittliche Größe eines Haushalts lag bei 1,86 Personen und die durchschnittliche Familiengröße bei 2,29 Personen.
8,7 % der Bevölkerung waren jünger als 20 Jahre, 8,2 % waren 20 bis 39 Jahre alt, 24,4 % waren 40 bis 59 Jahre alt und 58,9 % waren mindestens 60 Jahre alt. Das mittlere Alter betrug 64 Jahre. 48,1 % der Bevölkerung waren männlich und 51,9 % weiblich.
Das durchschnittliche Jahreseinkommen lag bei 49.392 $, dabei lebten 10,1 % der Bevölkerung unter der Armutsgrenze.
Im Jahr 2000 war Englisch die Muttersprache von 97,84 % der Bevölkerung und spanisch sprachen 2,16 %.

## Sehenswürdigkeiten
Am 16. März 1995 wurde der Cortez Historic District in das National Register of Historic Places eingetragen.